# Институт независимости
Институт Независимости (англ. Independence Institute, сокращенно «II» либо рус. «ИН») — либератарианский аналитический центр, базирующийся в Денвере, штат Колорадо. Миссией группы является «расширение возможностей отдельных лиц и обучение граждан, законодателей и формирующих общественное мнение государственной политике, которые повышают личную и экономическую свободу».

## История
Институт Независимости был основан в 1985 году Джоном Эндрюсом, бывшим республиканским законодателем собрания штата Колорадо. Нынешний президент организации — Джон Кальдара.

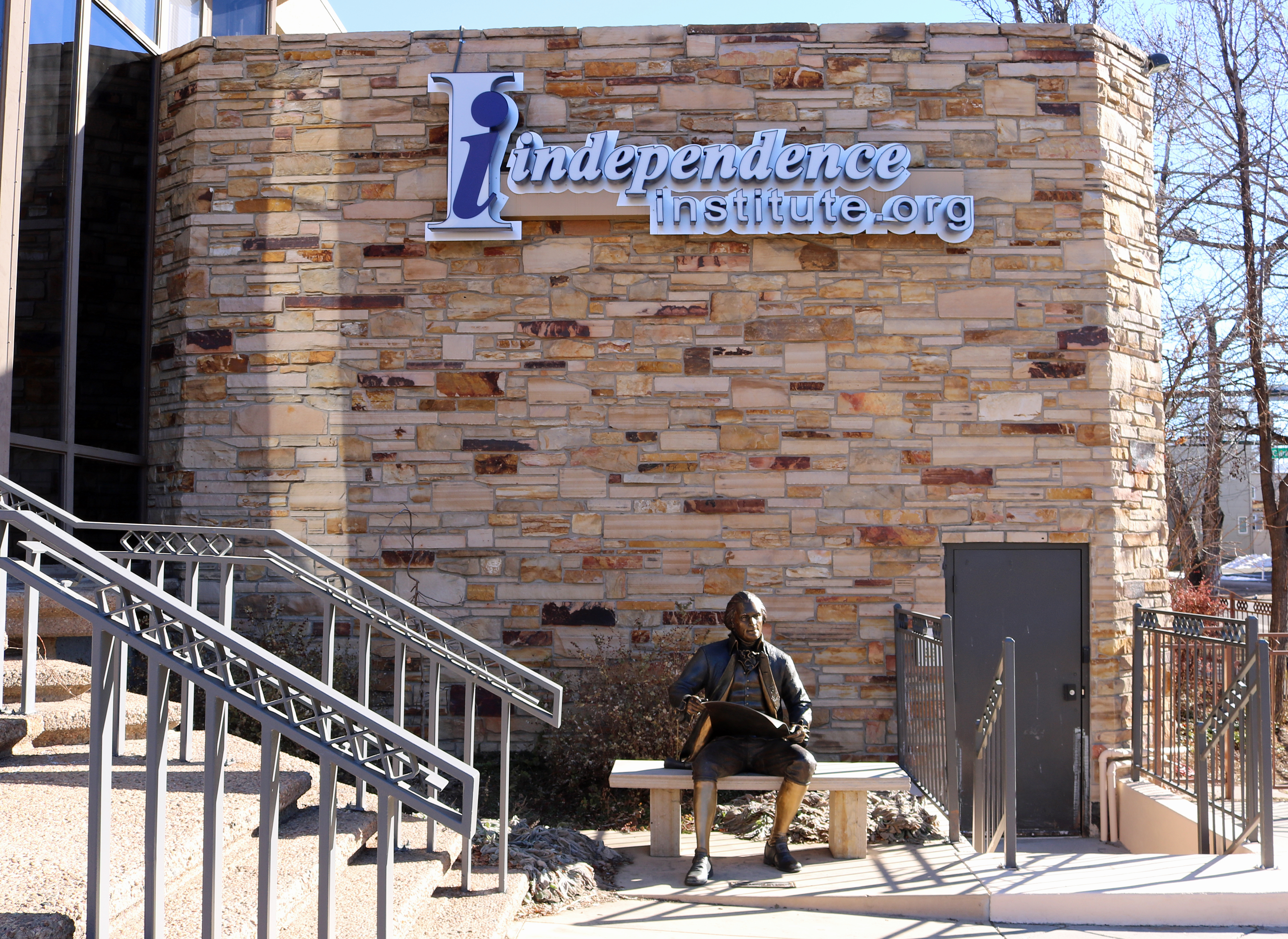
Вид на вход, включая знак и статуя Джефферсона.

## Политические позиции
Институт Независимости является сторонником образовательного выбора и чартерных школ. ИН оказал поддержку членам школьного совета в округе Дуглас Каунти, штат Колорадо, где там же стал главой в 2009 году и впоследствии прекратил признавать союз округа, расширение чартерных школ, и попытался инициировать систему ваучеров. Тем не менее, новая глава школьного совета, избранная в 2017 году, пообещала воплотить в жизнь многие из этих планов.
До победы на выборах в Палату представителей США, в качестве демократа, Джаред Полис написал белый документ для института о приватизации почтовой службы США.
ИН поддерживает права на оружие, включая право скрытого ношения.
В 2013 году, ИН выступил против поправки 66, неудачная мера голосования, которая бы увеличила налоговые доходы государства на $950 млн. Организация поддержала права налогоплательщиков (табора), который был принят избирателями Колорадо в 1992 году.
ИН выступил против закона о доступном уходе. Институт поддерживает использование ископаемых видов топлива.